# Amtsgericht Neusalza
Das Amtsgericht Neusalza (ab 1920: Amtsgericht Neusalza-Spremberg) war ein Gericht der ordentlichen Gerichtsbarkeit und ein Amtsgericht in Sachsen mit Sitz in Neusalza.

## Geschichte
In Neusalza bestand bis 1879 das Gerichtsamt Neusalza als Eingangsgericht. Im Rahmen der Reichsjustizgesetze wurden 1879 im Königreich Sachsen die Gerichtsämter aufgehoben und Amtsgerichte, darunter das Amtsgericht Neusalza, geschaffen. Der Gerichtssprengel umfasste Neusalza, Beiersdorf mit Schmiedenthal (erster Anbau) und Gebirge (zweiter Anbau), Cunewalde (domstiftlicher Anteil, Mittel- und Nieder-) mit Frühlingsberg, Klipphausen, Schäfereihäuser und Zieglerthal, Dürrhennersdorf, Halbau, Köblitz, Lindenberg, Neudorf-Schönbach, Neuschönberg, Neuspremberg, Niederfriedersdorf mit Neufriedersdorf, Obercunnewalde mit Neudorf bei Cunewalde und Bärhäuser, Oberfriedersdorf mit dem Hempel und Viehweg, Oppach (Neu-, Nieder- und Ober-) mit altem Graben, Katermautze und Spreedorf, Picka, Schönbach mit Rittergut Niederschönbach, Lehnhäusern und Forsthaus, Schönberg, Sonnenberg, Spremberg, Taubenheim (Nieder- und Ober-) mit Neutaubenheim und Wassergrund, Weigsdorf mit Neuköblitz und Neuweigsdorf. Das Amtsgericht Neusalza war eines von 18 Amtsgerichten im Bezirk des Landgerichtes Bautzen. Der Amtsgerichtsbezirk umfasste danach 20.585 Einwohner. Das Gericht hatte damals eine Richterstelle und war ein mittelgroßes Amtsgericht im Landgerichtsbezirk.
Mit der Zusammenlegung der beiden Orte zu Neusalza-Spremberg änderte auch das Amtsgericht 1920 seinen Namen zu Amtsgericht Neusalza-Spremberg. Kriegsbedingt wurde es 1943 in ein Zweiggericht des Amtsgerichtes Ebersbach umgewandelt und nicht wieder zu einem eigenständigen Gericht gemacht.

## Gerichtsgebäude

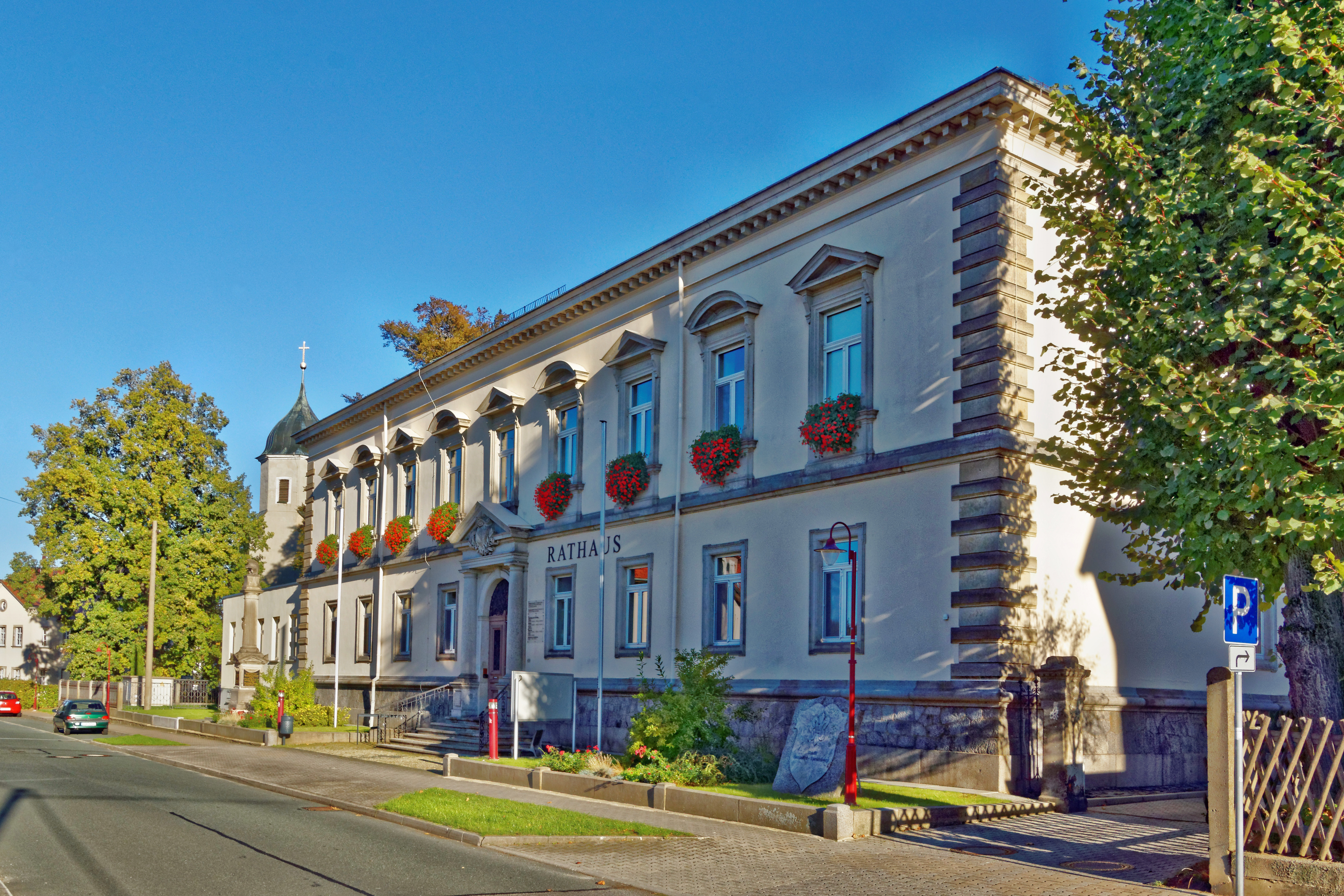
Ehem. Gerichtsgebäude (2018)

Das Amtsgericht nutzte das um 1880 erbaute Gerichtsgebäude (Kirchstraße 17). Der breit angelegte Bau im Stil der Neorenaissance ist orts- und baugeschichtlich von Bedeutung und steht daher unter Denkmalschutz. Es wird heute als Rathaus genutzt.